# Koziatyn
Koziatyn (tiếng Ukraina: Козятин) là một thành phố của Ukraina. Thành phố này thuộc tỉnh Vinnytsia. Thành phố này có diện tích ? km2, dân số theo điều tra dân số năm 2001 là 26635 người.